# Sulawesi-Schlankratte
Die Sulawesi-Schlankratte (Gracilimus radix) ist ein kleines Nagetier aus der Familie der Langschwanzmäuse (Muridae) das auf der indonesischen Insel Sulawesi vorkommt. Es ist bisher nur von ihrer Typuslokalität bekannt. Sie befindet sich in 1600 Meter Höhe am Hang des Mt. Gandangdewata in einem bisher unberührten Regenwald im Regierungsbezirk Mamasa in Westsulawesi. Gracilimus radix ist die einzige Art der damit monotypischen Gattung Gracilimus. Art und Gattung wurden erst im April 2016 beschrieben. Der wissenschaftliche Gattungsname setzt sich aus dem Wort ‘gracilis’ (= schlank, dünn) und dem Wort für Maus (‘mus’) zusammen und deutet auf die Kleinheit der Art hin. Das Art-Epitheton radix (= Wurzel) nimmt Bezug auf die lokale Bevölkerung, die das Tier in ihrer Sprache als ‘Wurzelratte’ bezeichnet, da es vor allem zwischen Baumwurzeln gesehen wird. 

## Merkmale
Die Sulawesi-Schlankratte gleicht äußerlich einer jungen Ratte. Im Vergleich mit anderen Spitzmausratten von Sulawesi ist diese Art relativ klein, hat einen schlankeren Körper und ein runderes Gesicht. Die Kopf-Rumpf-Länge beträgt 108 bis 125 mm, die Schwanzlänge 161 bis 163 mm, die Ohrenlänge 13 bis 14 mm, die Hinterfußlänge 28 bis 30 mm und das Gewicht 34 bis 45 g. Die Ohren sind rund, die Vibrissen sind lang (ca. 50 mm) und dünn. Der Schwanz ist lang (ca. 130 % der Kopf-Rumpf-Länge) und nur spärlich behaart. Der Schädel ist zierlich mit einem ausgeprägten Tränenbein, die Schnauze ist kurz. Das Fell der Sulawesi-Schlankratte ist weich und von bräunlich-grauer Färbung. Die Rückenhaare sind 5 bis 8 mm lang, an der Basis grau, braun in der Mitte und hell an der Spitze. Der Zahnschmelz ist auf der den Lippen zugewandten Seite hell orange.
Im Unterschied zu den rein carnivoren übrigen sulawesischen Spitzmausratten frisst Gracilimus radix sowohl Kleintiere als auch pflanzliche Nahrung. Bei Magenuntersuchungen fand man Reste von Schaben und Pflanzenreste.

## Systematik
Die Sulawesi-Schlankratte gehört zu einer Gruppe ommivorer, auf Sulawesi endemischer Altweltmäuse (Echiothrix-Gruppe) und ist die Schwesterart von Waiomys mamasae, die erst 2014 erstbeschrieben wurde.